# Psicologia applicata
La psicologia applicata è l'uso di metodi psicologici e scoperte della psicologia teorica per risolvere problemi pratici di comportamento ed esperienza umana e animale. Alcune delle aree che sono state influenzate dall'applicazione di principi e risultati psicologici sono salute mentale, gestione aziendale, risorse umane, istruzione, salute, disegno industriale, ergonomia e diritto. 
Alcune delle aree della psicologia applicata includono psicologia clinica, psicologia del lavoro, psicologia giuridica, neuropsicologia, psicologia forense, psicologia scolastica, psicologia dello sport, psicologia del traffico, psicologia di comunità e psicologia della salute. Inoltre, un certo numero di aree di specializzazione nel campo generale della psicologia hanno rami applicativi (ad es. psicologia sociale applicata, psicologia cognitiva applicata). Tuttavia, le linee tra le specializzazioni e le principali categorie di psicologia applicata sono spesso sfocate. Ad esempio, uno psicologo delle risorse umane potrebbe usare una teoria della psicologia cognitiva. Ciò potrebbe essere descritto come psicologia delle risorse umane o come psicologia cognitiva applicata.

## Storia
Il padre della psicologia applicata può essere considerato Hugo Münsterberg, che chiamò questa disciplina psicotecnica. Egli si trasferì negli Stati Uniti, ad Harvard, dalla Germania, invitato da William James e, come molti aspiranti psicologi durante la fine del XIX secolo, originariamente studiò filosofia. Münsterberg aveva molti interessi nel campo della psicologia, in particolare nel campo della psicologia sociale e della psicologia forense. Nel 1907 scrisse numerosi articoli su riviste riguardanti aspetti legali di testimonianze, confessioni e procedure giudiziarie, che alla fine si svilupparono nel suo libro, On the Witness Stand. L'anno seguente fu creata la divisione di psicologia applicata, adiacente al laboratorio psicologico di Harvard. In 9 anni Münsterberg contribuì con otto libri in inglese, applicando la psicologia all'istruzione, all'efficienza industriale, agli affari e all'insegnamento. Nel 1920, fu fondata l'Associazione Internazionale di Psicologia Applicata (IAAP), la prima società accademica internazionale nel campo della psicologia.
La maggior parte degli psicologi professionisti negli Stati Uniti ha lavorato in un ambiente accademico fino alla seconda guerra mondiale. Durante la guerra, tuttavia, le forze armate e l'Office of Strategic Services assunsero molti psicologi per lavorare su questioni come il morale delle truppe e la progettazione della propaganda. Dopo la guerra, gli psicologi iniziarono a trovare una gamma crescente di lavori al di fuori dell'accademia. Dal 1970, il numero di laureati in psicologia negli Stati Uniti è più che raddoppiato, da 33.679 a 76.671 nel 2002. Anche il numero annuale di master e dottorati è aumentato drasticamente nello stesso periodo, mentre il numero di graduati nei settori correlati di economia, sociologia e scienze politiche sono rimasti costanti.
Nel 1990, l'American Psychological Society tenne un vertice sulla scienza comportamentale e formò la "Human Capital Initiative", che riguardava scuole, produttività sul posto di lavoro, droghe, violenza e salute della comunità. L'American Psychological Association ha dichiarato gli anni 2000–2010 il "decennio del comportamento", con una portata altrettanto ampia. I metodi psicologici sono oggi considerati applicabili a tutti gli aspetti della vita e della società umana.